# علي حافظ
علي حافظ، هو علي بن عبد القادر حافظ، أديب ومؤلف مدني وأحد مؤسسي جريدة المدينة.

## نشأته
ولد في المدينة المنورة عام 1327 هـ وتلقى تعليمه الأول في كتاب الشيخ إبراهيم ثم واصل دراسته بالمدرسة الراقية ثم في حلقات المسجد النبوي، في عام 1344 هـ بدأ حياته العملية كاتباً في المحكمة الشرعية ثم رئيساً لكتاب المحكمة سنة 1349 هـ وفي عام 1368 هـ انتقل للعمل بمديرية الزراعة بالمدينة ثم عيِّنَ مديراً لها. و له من الأبناء محمد وهشام.

## حياته العملية
في عام 1374 هـ ترك الوظيفة وتفرغ لأعماله الخاصة حتى عام 1380 هـ حيث تولى رئاسة بلدية المدينة حتى عام 1385هـ وقد اشترك مع أخيه عثمان في تأسيس جريدة المدينة في عام 1356 هـ. في عام 1365 هـ، اشتركا أيضاً في إنشاء مدرسة الصحراء الابتدائية بمنطقة المسيجيد وهي أول مدرسة تقام في بادية المدينة. تولى رئاسة المجلس البلدي في المدينة وكان عضواً في المجلس الإداري وشارك في عدة مؤتمرات إسلامية. أسس شركة تجارية أصدرت عدداً من الصحف والمجلات كمثل:
- جريدة الشرق الأوسط.
- جريدة المسلمون.
- مجلة المجلة.

بالإضافة إلى صحف ومجلات متخصصة بالمرأة والطفل والرياضة.

## مؤلفاته
له عدد من المؤلفات والمقالات أهمها:
- فصول من تاريخ المدينة.الطبعة الأولى عام 1388هـ.
- حقوق الإنسان في الإسلام.
- الإسلام في شعر شوقي، الشركة السعودية للأبحاث والنشر، جدة، ط1، 1419 هـ.
- سوق عكاظ..المكتبة الصغيرة عام 1396هـ.
- نفحات من طيبة.مجموعة شعرية عام 1404هـ.
- أولادنا.ديوان شعر.
- أربعة أيام في منطقة الباحة. 1405هـ.[2]

## وفاته
توفي في 7 رجب 1407 هـ عن عمر يناهز 80 سنة.

## انظر ايضاً
- محمد عمر عرب
- أحمد إبراهيم الغزاوي

## وصلات خارجية
- علي حافظ مفكراً.